# Нейвердал
Нейверда́л (нидерл. Nijverdal — город в Нидерландах в провинции Оверэйсел, центр общины Хеллендорн.
Нейвердал был основан в 1836 году на территории деревушки Нутселе. Именно отсюда берет свои корни промышленная революция в Нидерландах. Томас Эйнсворт (1795—1841) был одним из его отцов-основателей. Как и в остальной части региона Твенте, в Нейвердале основой промышленности была текстильная продукция. Сохранились некоторые из традиционных фабричных зданий в стиле ар-деко и модерн.
Через город проходит река Регге, которая является официальной границей между двумя регионами Твенте и Салланд и границей диалектов, твентского и салландского, соответственно. Разумеется, голландский также используется (основной язык), но практически каждый житель Нейвердала говорит на одном или на обоих региональных языках. Тем более, с иностранцами часто общаются по-английски или по-немецки.

## История
До Второй мировой войны Нейвердал был небольшой еврейской общиной. Имелась небольшая синагога и еврейское кладбище. Еврейская община была фактически истреблена в Холокост. Большинство её членов погибли в Собиборе и Освенциме.
22 марта 1945 года Нейвердал подвергся жестокой бомбардировке войск союзников, которые преследовали немецкого рейхскомиссара австрийского происхождения Артура Зейсс-Инкварта. Зейсс-Инкварт, спасаясь от наступающих войск союзников, создал свою временную штаб-квартиру в реформатской школе в Нейвердале, но уже покинул город во время бомбежки. Более 70 человек были убиты.
В 1955 году была присоединена часть муниципалитета Вирден. В конце 70-х здесь возник квартал «Грот Лохтер», и в начале 2000-х начали строить новый квартал «Крайденвейк», в центре которого находится скромный торговый центр. Население Нейвердаля постепенно растет: в 2017-м в городе жили почти 25 тыс. человек.
В Нейвердале находятся несколько начальных школ, и два здания средней школы. Вокзал Нейвердаля, который находится над тоннелем, связывает город с Алмело и Зволле. Проезд от голландских аэропортов Эйндховен и Схипхол занимает около часа с половиной, на поезде и на машине.

## Туризм и достопримечательности
В центре Нейвердаля находятся несколько магазинов одежды, супермаркетов, пекарней, и разнообразный набор ресторанов, в том числе голландской, итальянской, греческой, турецкой кухонь. В городе хорошо развит туризм. На берегу реки Регге находится центр по гребле каноэ, и на краю города прекрасный заповедник «Салландсе Хёвелруг», где часто встречаются (спортивные) велосипедисты и любители природы. В городе имеется несколько гостиниц и отелей, в том числе на краю заповедника. Есть несколько пабов, где каждый вечер присутствуют много людей. Расположен в городе десяток спортивных клубов, по футболу, волейболу, и другим видам спорта.